# Hvam
Hvam är en ort i Lillestrøms kommun i Akershus fylke i sydöstra Norge. Orten ligger där Europaväg 6 möter riksväg 22 och fylkesväg 22. Den utgör en del av tätorten Oslo.